# Ichneumon nanus
Ichneumon nanus là một loài tò vò trong họ Ichneumonidae.